# Hemingway & Gellhorn
Hemingway & Gellhorn è un film per la televisione diretto da Philip Kaufman con protagonisti Nicole Kidman e Clive Owen nei ruoli di Martha Gellhorn e Ernest Hemingway, nominato a 14 Emmy Awards e vincitore di due di essi.

## Trama
Il film inizia nel 1936 dove avviene il primo incontro tra Ernest Hemingway e Martha Gellhorn in un bar in Florida. Lui era già uno scrittore famoso e lei era una dei più grandi corrispondenti di guerra del XX secolo. Durante il loro matrimonio (durato cinque anni) andarono in Spagna per registrare alcuni dei rapporti più famosi della guerra civile spagnola tra il 1936 e il 1939. Gellhorn è stata l'unica donna a chiedere ad Hemingway il divorzio e inoltre lo ha ispirato a scrivere il suo romanzo, Per chi suona la campana.

## Premi

### Nel 2012
Emmy Awards
- Miglior montaggio sonoro per una miniserie o film
- Migliori musiche per una miniserie o film a Javier Navarrete
- Nomination Miglior miniserie o film
- Nomination Miglior attore protagonista in una miniserie o film a Clive Owen
- Nomination Miglior attrice protagonista in una miniserie o film a Nicole Kidman
- Nomination Miglior attore non protagonista in una miniserie o film a David Strathairn
- Nomination Miglior regia per una miniserie o film a Philip Kaufman
- Nomination Migliori effetti speciali di supporto
- Nomination Miglior scenografia per una miniserie o film a Jim Erickson, Nanci Noblett e Geoffrey Kirkland
- Nomination Miglior fotografia per una miniserie o film a Rogier Stoffers
- Nomination Migliori costumi in una miniserie o film a Ruth Myers
- Nomination Miglior sonoro in una miniserie o film
- Nomination Miglior montaggio single-camera per una miniserie o film a Walter Murch
- Nomination Miglior trucco tradizionale per una miniserie o film

Television Critics Association Awards
- Nomination Miglior film-tv,miniserie o special

Satellite Award
- Nomination Miglior miglior mini-serie o film per la televisione
- Nomination Miglior attore in una mini-serie o film per la televisione a Clive Owen
- Nomination Miglior attrice in una mini-serie o film per la televisione a Nicole Kidman

### Nel 2013
Golden Globe
- Nomination Golden Globe per il miglior attore in una mini-serie o film per la televisione a Clive Owen
- Nomination Golden Globe per la miglior attrice in una mini-serie o film per la televisione a Nicole Kidman

WGA Awards
- Nomination Miglior sceneggiatura originale per una miniserie o film-tv a Jerry Stahl e Barbara Turner

SAG Awards
- Nomination Miglior attore in una miniserie o film per la televisione a Clive Owen
- Nomination Miglior attrice in una miniserie o film per la televisione a Nicole Kidman

DGA Awards
- Nomination Miglior regista per miniserie o film-tv a Philip Kaufman